# Thomas Bock (Baurobotiker)
Thomas Bock (* 16. Februar 1957 in Freiburg im Breisgau) ist ein deutscher Professor für Automatisierung und Robotik im Bauwesen.

## Leben
Thomas Bock studierte Bauingenieurwesen und Architektur an der Universität Stuttgart und mit einem Fulbright-Stipendium am Illinois Institute of Technology (IIT) in Chicago. Seine dortige Abschlussarbeit Multi Use High Rise Building for Downtown Chicago (Myron Goldsmith, Fazlur Khan) wurde mit dem „Best USA thesis award“ der Harvard University in Boston ausgezeichnet.  1982/83 arbeitete er bei Larry Bell am Environmental Center der Universität Houston an der Entwicklung einer Weltraumstation der NASA mit.
Während seiner Studienzeit in Chicago fiel ihm eine Broschüre des „Sekisui Heim M1“, eines in industrieller Produktion hergestellten Fertighauses des japanischen Herstellers Sekisui House, in die Hände. Dies inspirierte ihn, nach Japan zu gehen, um dort die Industrialisierung und Robotik im Bauwesen zu studieren. Von 1984 bis 1989 war er Stipendiat des japanischen Kultus- und Wissenschaftsministeriums und promovierte zum Thema A Study on Robot-oriented construction and building system bei Uchida an der Universität Tokio zum „Kogaku hakushi“ (jap. 工学博士, eng. Doctor of Engineering).
Nach einem kurzen Forschungsaufenthalt am Centre national de la recherche scientifique (CNRS) in Paris erhielt er 1989 einen Ruf auf die Professur für Automatisierung im Baubetrieb an der Bauingenieurfakultät der Universität Karlsruhe (TH). 1990 gründete er das Steinbeis-Transferzentrum für Robotik im Bauwesen.
Seit 1997 ist er an der TU München Ordinarius für Baurealisierung und Bauinformatik (jetzt: Baurealisierung und Baurobotik).
Er ist seit 1996 Ehrenmitglied der katholischen Studentenverbindung AV Edo-Rhenania zu Tokio, eine dem CV befreundete Verbindung.

## Wirken
Thomas Bock gilt als international gefragter Spezialist für innovative Bautechniken, insbesondere für Automatisierung und Robotik mit mehr als 500 Publikationen in Deutsch, Englisch, Französisch, Japanisch und Russisch (Stand 2023).
Er erhielt Beratungsaufträge für die Generaldirektion XIII (Telekommunikation, Informationsmarkt und Nutzung der Forschungsergebnisse) der Europäischen Kommission und für den Wohnungsbau des japanischen Ministerium für Internationalen Handel und Industrie. Er ist Gutachter für das China Research Grants Council seit 1998, sowie das National Council of Engineering Sciences of Canada seit 2004.
Bock ist seit 2001 Mitglied der Russischen Akademie der Wissenschaften in St. Petersburg, seit 2002 der Akademie für Informatik Weißrusslands, sowie Mitglied der Robotics Society of Japan. Er war von 2003 bis 2007 Vorsitzender der Studiengemeinschaft Fertigbau Wiesbaden und von 2004 bis 2007 Präsident der IAARC - International Association for Automation and Robotics in Construction. Er ist Redaktionsmitglied der wissenschaftlichen Fachzeitschriften Automation in Construction (Elsevier Science Publishers B.V.), International Journal of Strategic Property Management (IJSPM) (Technische Universität Vilnius), Journal of Civil Engineering and Management (Technische Universität Vilnius), The International Journal of Construction Management (The Chinese Research Institute of Construction Management) und Robotica (Cambridge University Press).
Geehrt wurde er 2003 mit dem Titel eines Ehrenprofessors, welcher in Russland auch die Ehrendoktorwürde einschließt, der Südrussischen Staatlichen Technischen Universität (SRSTU) in Nowotscherkassk, 2008 mit dem IAARC Richard L. Tucker - Yukio Hasegawa Award, sowie 2011 mit einer Verdienstauszeichnung des japanischen Außenministers. Seit 2007 ist er Fellow an der Ingenieurfakultät der Universität Tokio. Für 2017 wurde Bock der Eugen-und-Ilse-Seibold-Preis zugesprochen.